# Marita Alberts
Marita Alberts (* 1946 in Kirchen (Sieg)) ist eine deutsche Schriftstellerin und pensionierte Lehrerin.

## Leben
Marita Alberts studierte in Reutlingen und Bremen und war Lehrerin an einer Gesamtschule. 2001 war sie Jurymitglied für den Bremer Kinder- und Jugendliteraturpreis. Sie ist verheiratet mit dem Schriftsteller Jürgen Alberts, mit dem zusammen sie mehrere Bücher veröffentlicht hat. Sie lektoriert auch seine Werke. Ihre gemeinsamen Lesungen gestalten sie als Programme rund um die Themen ihrer Bücher. Neben Kriminalromanen schreiben sie gemeinsam auch Reiseromane.

## Werk (Auswahl)

### Autorin
- mit Jürgen Alberts: Tod in der Algarve. Kriminalroman, Heyne, München 1985, ISBN 978-3-453-10750-2.
- mit Jürgen Alberts: Sieben Rosen im Atlantik. Ein Roman von den Kanarischen Inseln. Kiepenheuer und Witsch, Köln 1999, ISBN 978-3-462-02807-2.
- mit Jürgen Alberts: Kaliber .64. Tod in der Quizshow. Edition Nautilus, Hamburg 2008, ISBN 978-3-89401-578-7.
- Angela Eßer / Arnold Küsters (Hrsg.): Leichenblass am Niederrhein. Anthologie, GRAFIT Verlag, Dortmund 2011, ISBN 978-3-89425-852-8.
- mit Jürgen Alberts: Die verliebten Zypressen. Ein Roman aus der unbekannten Toskana. KBV Verlag, Hillesheim 2011, ISBN 978-3-942446-34-1.
- mit Jürgen Alberts: Auf ein Mord! Kriminalgeschichten. KBV Verlag, Hillesheim 2014, ISBN 978-3-95441-166-5.
- mit Jürgen Alberts: Entführt in der Toskana. Kriminalroman. FISCHER Taschenbuch, Frankfurt am Main 2015, ISBN  978-3-596-30475-2.
- mit Jürgen Alberts: Im Schatten des Teide. Ein Krimi von den Kanarischen Inseln. Edition Falkenberg, Bremen 2017, ISBN 978-3-95494-124-7.
- mit Jürgen Alberts: Es muss nicht immer Mord sein. Neue Krimi-Duette. Edition Falkenberg, Bremen 2017, ISBN 978-3-95494-138-4.
- mit Jürgen Alberts: Die Farben des Fado. Ein Roman aus Portugal. Edition Falkenberg, Bremen 2017, ISBN 978-3-95494-123-0.
- mit Jürgen Alberts: Cappuccino zu dritt. Ein Toskana-Roman. Edition Falkenberg, Rotenburg 2017, ISBN 978-3-95494-122-3.
- Toby Martins (Hrsg.): Der letzte Schluck Corona. Mörderische Bier-Geschichten mit Geschmack. Anthologie, Bookspot Verlag, Planegg 2020, ISBN 978-3-95669-157-7.

### Herausgeberin
- mit Jürgen Alberts: Arsen und Kartöffelchen. Kriminalgeschichten. KBV Verlag, Hillesheim 2006, ISBN 978-3-937001-94-4.
- mit Mirjam Phillips / Jürgen Alberts: Der Tod feiert mit. Kriminalgeschichten um Bräuche und Feste aus Bremen und umzu. Edition Temmen, Bremen 2018, ISBN 978-3-8378-7046-6.
- mit Mirjam Phillips: Ostfriesisch kriminelle Weihnacht. 25 Krimis und 25 Rezepte. Anthologie, Wellhöfer Verlag, Mannheim 2019, ISBN 978-3-95428-264-7.
- mit Mirjam Phillips: Erst 1, dann 2, dann Schrei, dann 4 ... 24 Weihnachtskrimis aus Bremen. Anthologie, Kellner Verlag, Bremen 2021, ISBN 978-3-95651-314-5.

### Mitwirkende
- Jürgen Alberts: Zufall, Chuzpe und ein Quäntchen Glück. mein Leben in Anekdoten. Autobiografie, Edition Falkenberg, Bremen 2021, ISBN 978-3-95494-249-7.

### Hörbücher
- mit Jürgen Alberts: Tod in der Quizshow. Gesprochen von Peter Jordan, Regie Margrit Osterwold, Hörbuch Hamburg, Hamburg 2009, ISBN 978-3-86909-000-9.